# Tamatia à moustaches
Malacoptila mystacalis
Espèce
Statut de conservation UICN

 LC  : Préoccupation mineure
Le Tamatia à moustaches (Malacoptila mystacalis) est une espèce d'oiseau de la famille des bucconidés (ou Bucconidae).
Cet oiseau peuple les Andes colombiennes, la Sierra Nevada de Santa Marta et la cordillère de la Costa.